# Стефанихин, Владимир Васильевич
Влади́мир Васи́льевич Стефани́хин (1906—1984) — советский учёный-экономист, государственный деятель, профессор (1973), Заслуженный деятель науки Карельской АССР (1966).

## Биография
Родился в семье сельского учителя. После окончания школы работал в правлении потребительского общества в Вытегре.
После окончания в 1933 году Московского педагогического института работал директором торгово-экономического техникума в Петрозаводске. С апреля 1939 г. - нарком торговли Карельской АССР.
В 1941—1947 годах — заместитель председателя Совета народных комиссаров Карело-Финской ССР, представитель Карело-Финской ССР при СНК СССР в Москве.
В 1947—1949 годах — заместитель председателя Карело-Финской базы АН СССР.
В 1949—1956 годах — председатель Госплана, первый заместитель председателя Совета Министров Карельской АССР.
В 1957—1973 годах — ректор Петрозаводского государственного университета. По инициативе и под руководством В. В. Стефанихина в 1960 году открыт медицинский факультет, завершено строительство корпусов медицинского факультета, трёх общежитий. В 1968 году организовал кафедру отраслевых экономик, которую возглавлял до 1984 года.
Избирался депутатом Верховного Совета Карело-Финской ССР II—IV созывов и Верховного Совета Карельской АССР V—VII созыва.

## Сочинения
Является автором и соавтором более 30 научных работ.
- Социалистическая индустриализация Карело-Финской ССР. — Петрозаводск, 1951
- Карело-Финская ССР. Народное хозяйство // БСЭ. 2-е изд. — М., 1953. — Т. 20